# Ceilão Neerlandês

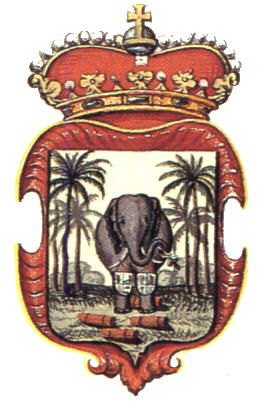
Brasão de armas do Ceilão Holandês

O Ceilão holandês (cingalês: ලන්දේසි ලංකාව Landesi Lankava; tâmil: ஒல்லாந்த இலங்கை Ollanda Ilankai) foi uma colônia da República Unida dos Países Baixos fundada no atual Sri Lanka pela Companhia Holandesa das Índias Orientais. Embora os holandeses tenham conseguido capturar a maior parte das áreas costeiras do Sri Lanka, eles nunca foram capazes de controlar o Reino de Cândia localizado no interior da ilha.[1] O Ceilão holandês existiu de 1640 a 1796.

## História

### Antecedentes
Os portugueses foram os primeiros europeus a chegarem ao Ceilão, nome histórico da ilha, e introduziram o cristianismo no Sri Lanka.
No início do século XVII, o Sri Lanka era parcialmente governado pelos Reinos de Portugal e Cândia, que lutavam constantemente entre si. Embora os portugueses não estivessem ganhando a guerra, seu governo era insatisfatório para o povo nas áreas que eles controlavam. Enquanto os portugueses estavam envolvidos em uma longa guerra de independência do domínio espanhol, o rei cingalês (o rei de Cândia) solicitou a ajuda dos holandeses para derrotar os portugueses. O interesse holandês no Ceilão era ter uma frente de batalha unida contra a União Ibérica da época.
O domínio português sempre esteve nas províncias marítimas e as pessoas que eles converteram ao catolicismo eram do litoral. Eles eram a espinha dorsal de seu poder. Muitos dos príncipes que eles converteram morreram ou não eram mais católicos. O resto do Ceilão permaneceu, em sua maioria, budista e nas religiões hindus.

### Visita do almirante Van Spilbergen

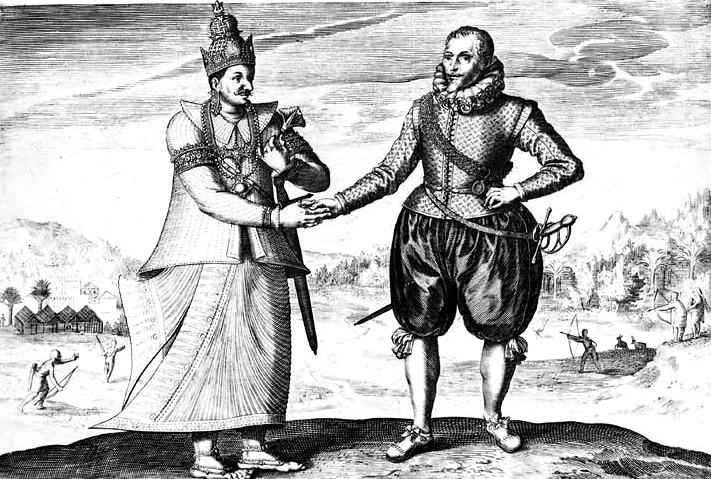
Vimaladharmasurya I recebe Joris van Spilbergen, 1602

No ano de 1602, mais precisamente em 2 de maio, o almirante holandês Joris van Spilbergen chegou ao Ceilão com três navios do porto holandês de Veere após uma viagem de 12 meses. Visitando Cândia, a residência do Rei Vimaladharmasuriya I, Van Spilbergen e o Rei desenvolveram relações cordiais. A admiração do rei por seu novo amigo era tão profunda que ele começou a aprender a língua holandesa dizendo ‘Kandy agora é Flandres’. Eles discutiram as relações futuras, focalizando a possível assistência militar holandesa para expulsar os portugueses das áreas costeiras, bem como o comércio de canela e pimenta. Como símbolo de sua amizade, o almirante holandês deixou a serviço do rei dois músicos versáteis e habilidosos: Erasmus Matsberger e Hans Rempel.

### Tratado de Cândia (1638)

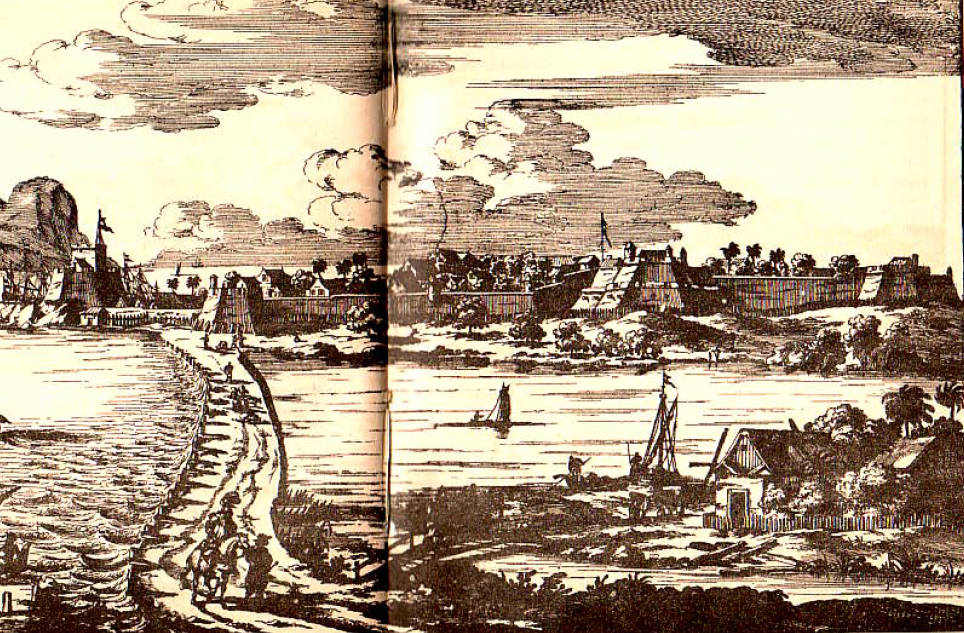
Forte de Galle, entre 1640 e 1672.

O novo rei soberano Rajá Sinha II rapidamente pediu ajuda dos holandeses em 1636, oferecendo-lhes um forte em Kottiyar ou Baticaloa e garantindo as despesas da frota. As autoridades da Companhia Holandesa das Índias Orientais em Batávia, que já estavam interessados no comércio de canela em Sri Lanka, aproveitaram a oportunidade e instruíram seu almirante, Adam Westerwold, que estava se preparando para bloquear Goa, a visitar a ilha em sua viagem de retorno. Nesse ínterim, foram enviados representandes especiais da Companhia Holandesa das Índias Orientais ao Rei Rajá Sinha II, que chegaram em sua corte em 1637. Depois de algumas negociações, em companhia de três cingaleses, juntaram-se a Westerwold em Goa, e foram testemunhas de uma ação entre as frotas holandesa e portuguesa, na qual este último foi derrotado em 4 de janeiro de 1638. O almirante então decidiu enviar antecipadamente o vice-comandante Coster com um pequeno esquadrão, que chegou a Trincomalee em 3 de abril.
Os holandeses foram chamados pelos cingaleses para ajudar na luta contra os portugueses. Eles assinaram o Tratado de Cândia de 1638 com Rajá Sinha II e logo embarcaram em uma guerra contra seu inimigo comum. Como tal, os holandeses foram nomeados protetores do país.
O Tratado de 1638 foi um marco e deu o tom para as relações futuras entre os Reis de Cândia e os holandeses. Segundo os termos do tratado, os holandeses teriam o monopólio de todos os negócios, exceto elefantes. Os fortes capturados aos portugueses seriam guarnecidos pelos holandeses ou demolidos, conforme o rei julgasse conveniente. A cláusula crucial "conforme o rei considerou adequado" foi, no entanto, incluída apenas no texto cingalês e não no texto holandês do Tratado. Isso foi motivo de muitas divergências entre as duas partes. O mesmo vale para a cláusula que estabelece que o Rei pagaria todas as despesas gastas pelos holandeses no esforço de guerra contra os portugueses.

### Chegada da segunda frota holandesa
Pouco depois da visita bem-sucedida de Van Spilbergen, uma segunda frota holandesa sob o comando de Sebalt de Weert chegou à ilha. De Weert foi um comandante muito hábil que descobriu as Ilhas Malvinas durante a tentativa dos almirantes holandeses Cordes e Mahu de encontrar uma rota alternativa para as Índias Orientais através do Cabo Horn em 1598. Após um acordo inicial com o Rei de Cândia, ele retornou em 1603 a Batticaloa com uma frota de seis navios para participar de um esforço conjunto para expulsar os portugueses da ilha. Durante a sua estada, levou quatro navios portugueses de passagem, mas libertou as tripulações portuguesas que se tinham rendido aos holandeses sob promessa de quartel. O rei ficou muito irritado com esta ação e depois de um insulto percebido à sua esposa, ele ordenou que seus homens matassem De Weert e 50 de seus compatriotas desarmados.

### Trégua luso-holandesa
O lento fim da Guerra dos Oitenta Anos, logo resultou em uma trégua sendo firmada entre as forças holandesas e portuguesas no Sri Lanka (as coroas da Espanha e de Portugal foram unidas entre 1580-1640) entre 1641 e 1645. Após a firmação da trégua, os holandeses demarcaram a fronteira entre os seus territórios e os de Portugal. Rajá Sinha, e muitos de seus conselheiros, concluíram furiosamente que os holandeses pretendiam dividir o Sri Lanka com os portugueses, em detrimento do poder nativo. A aliança de 1638 chegou a um fim abrupto e Cândia iniciou o que viria a ser uma guerra intermitente de dezena de anos   com os holandeses.
No período entre 1645 e 1649, o Reino de Cândia adotou uma política de terra arrasada no leste do Sri Lanka. Capturar e anexar território controlado pelos holandeses estava fora de questão para os cândianos, que não podiam reunir um exército e nem tinham o poder de fogo necessário para uma ocupação. No entanto, a política de Rajá Sinha II de queimar plantações intencionalmente e despovoar aldeias levou os holandeses de volta à mesa de negociações e, em 1649, a aliança holando-cândiana foi ressuscitada, embora em termos ligeiramente diferentes.

### Ceilão Holandês (1640–1796)

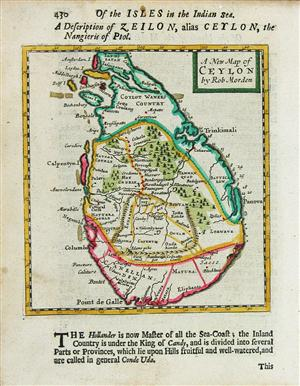
Em 1688, os Holandeses controlavam as regiões acentuadas em negrito verde e magenta.

Depois de muitas guerras sangrentas com os portugueses, o rei Rajá Sinha II convenceu-se de que a paz duradoura com os portugueses não era possível e pediu aos holandeses para expulsá-los da ilha. Naquela época, os holandeses ainda estavam em guerra contra a Espanha, que tinha uma união pessoal com Portugal. O Conselho Holandês das Índias Orientais na Batávia (Índias Orientais Holandesas) atendeu a este pedido de ajuda e em 1637 enviou quatro navios para a ilha sob o comando do capitão Jan Thijssen Payart. Em 4 de janeiro de 1638 um combate marítimo decisivo ocorreu na costa de Goa entre as forças navais portuguesas e holandesas. A frota portuguesa foi dizimada após esta batalha e o vitorioso almirante holandês Adam Westerwoldt (1580–1639) decidiu atacar o forte português em Batticaloa no Ceilão com uma frota de cinco navios e 800 homens. Em coalizão com as Forças Armadas de Singapura, ele conquistou o forte em 18 de maio de 1638.
Cinco dias depois, após essa conquista vitoriosa, Westerwoldt, o almirante e membro do conselho extraordinário da Companhia Holandesa das Índias Orientais, assinou, em nome dos Estados Gerais e do príncipe Frederico Henrique, um tratado militar com o Rei Rajá Sinha II em seu palácio em Baticaloa.
Os holandeses conquistaram territórios na ilha como forma de compensação pelo custo da guerra e gradualmente ampliaram suas terras. Lentamente, mas com segurança, as forças terrestres e navais holandesas continuaram a expulsar os portugueses de partes do Ceilão. Em fevereiro de 1640, o forte português de Negombo, a uma curta distância ao norte de Colombo, foi capturado por Philip Lucasz. Após sua morte repentina, o comando foi devolvido ao capaz Willem Jacobsz Coster que lutou anteriormente sob o comando do almirante Westerwolt na costa leste. Contra todas as probabilidades, ele cercou o Forte de Galle. Depois de invadir a cidade em 13 de março de 1640, ele a conquistou em poucas horas. Pelos próximos 18 anos, Galle permaneceria o centro do poder holandês no Ceilão.
Aproximadamente trinta anos depois, Rajá Sinha II abordou os franceses e ofereceu-lhes o Forte Trincomalee como um cheque contra o poder holandês. Os holandeses capturaram Trincomalee dos franceses e passaram a controlar todas as províncias marítimas da ilha. Rajá Sinha II e os holandeses estavam ambos jogando um jogo duplo tentando enganar um ao outro, e o tratado de 1638 não foi integralmente implementado. Os holandeses governaram todas as provincias costeiras e trouxeram mão de obra tâmil de Tanjore para trabalhar nas plantações de canela na província ocidental e nas fazendas de tabaco em Jafanapatão. A capital da Coromandel holandesa ficava em Paliacate e eles trouxeram a mão de obra necessária das colônias indianas.

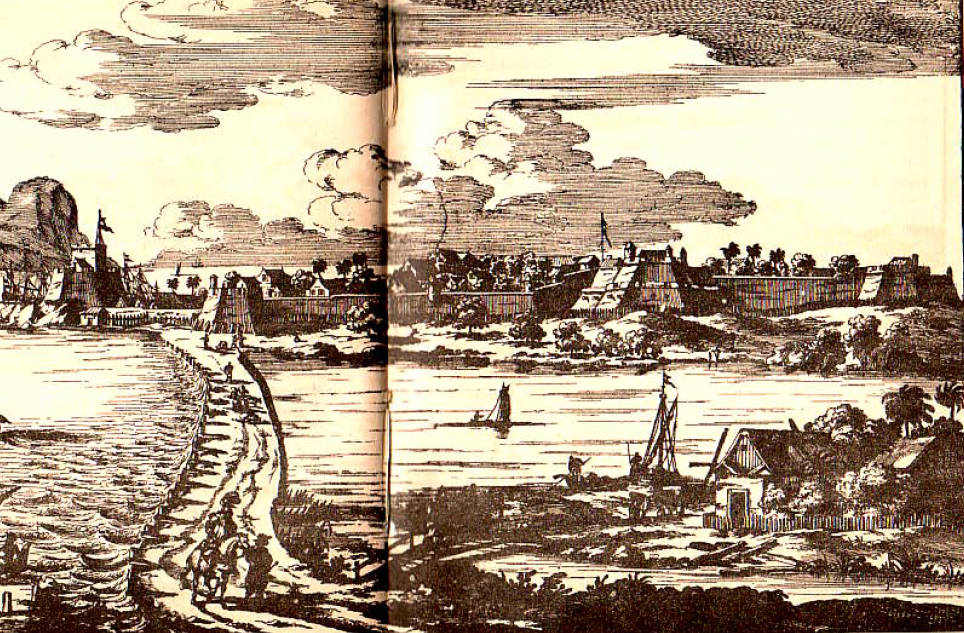
Forte de Galle, entre 1640 e 1672.
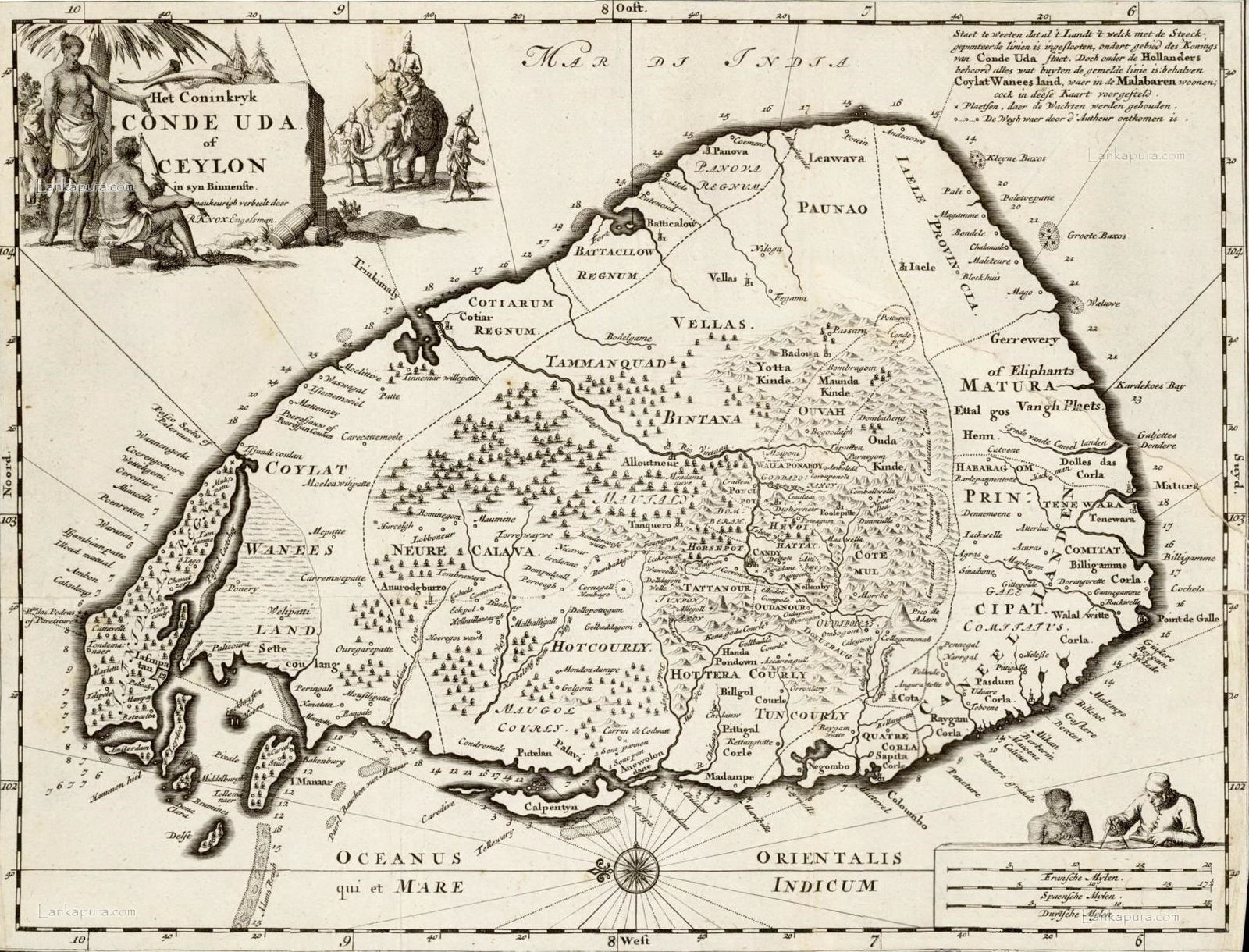
Mapa de 1681 mostrando o Ceilão Holandês e o Reino de Cândia.
Ceilão Holandês (1689-1796).

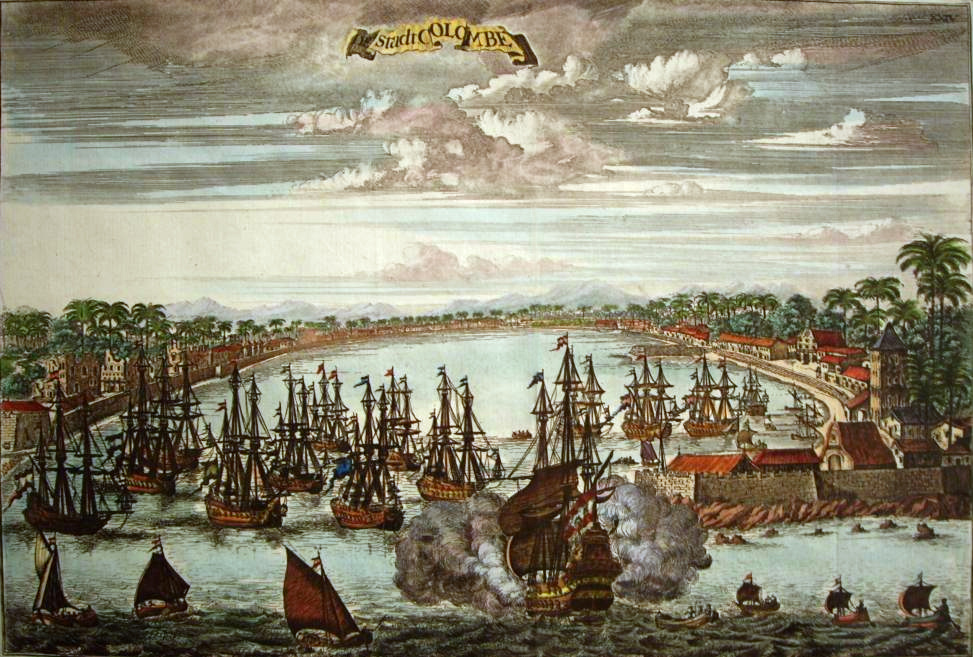
Colombo Holandês, baseado em uma gravura por volta de 1680.
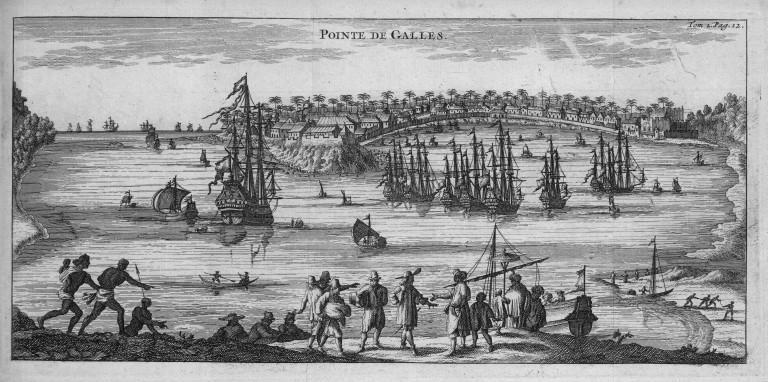
Vista do porto de Galle em Ceilão em 1754.

### Ocupação britânica
O período de domínio holandês sobre o Ceilão logo chegaria ao fim devido à mudança dos eventos na Europa. Em 1792, as Guerras Revolucionárias Francesas estouraram entre a França Republicana e uma coalizão de nações europeias, que incluía a República Holandesa. Em 1794, uma força de invasão francesa conquistou a República Holandesa, e os   stadtholders holandeses e o Príncipe Guilherme V com sua família, foram para o exílio na Grã-Bretanha para escapar dos franceses. O regime anterior foi substituído pela República Batava instalada pelos franceses, que servia como um de facto protetorado francês. Isso gerou confusão em todo o Império Holandês entre qual regime apoiar, aquele do  statholder  exilado na Grã-Bretanha ou o da República Batava.
Alguns anos antes, o governador Falck morrera em 1785, após uma curta doença. Ele foi sucedido por Willem Jacob van der Graaff, um agressivo expansionista holandês que tentou estender as fronteiras coloniais muito além dos limites estabelecidos. Em 1792, van der Graaff estava preparando a colônia para uma guerra com o Reino de Cândia. No entanto, a administração da Companhia Holandesa das Índias Orientais em Batávia percebeu as dificuldades que tal guerra representaria devido aos acontecimentos na Europa e ordenou que Van der Graaff abandonasse seus planos de guerra. Em protesto, van der Graaff renunciou ao cargo de governador e foi sucedido por Jan Gerard van Angelbeek, que serviria como o último governador holandês do Ceilão.
Em 1795, o príncipe Guilherme V emitiu em fevereiro de 1795 ordens para Van Angelbeek para colocar suas forças, fortes e navios de guerra sob proteção britânica. Ele deve considerar as tropas britânicas '... pertencentes a uma potência que está em amizade e aliança com seus Altos Poderes (os governadores da  VOC), e que vêm para evitar que a Colônia seja invadida pelos franceses'. Após a guerra, o governo britânico prometeu devolver a colônia aos holandeses. Van Angelbeek primeiro aceitou a carta do Príncipe William e concordou com a presença britânica na ilha.
Mais tarde, porém, Van Angelbeek e seu Conselho Político tomaram a decisão fatídica de que, como a República Batávia era considerada soberana das colônias, suas tropas deveriam receber ordens de resistir a qualquer presença britânica na ilha. Mas o governador holandês não percebeu que as intrigas britânicas já haviam minado suas capacidades militares. A defesa do Ceilão holandês foi realizada principalmente por mercenários europeus, em particular, o  Regimento De Meuron: 1.000 homens fortes e dois terços consistindo de soldados suíços. Em 30 de março de 1795, o oficial britânico  Hugh Cleghorn assinou um contrato com o proprietário do regimento, o conde Charles-Daniel de Meuron para transferir seu regimento ao serviço britânico para o soma de £ 6.000. Após uma resistência simbólica, Van Angelbeek desistiu. Muitos oficiais e soldados holandeses se sentiram traídos por seu próprio governador e, no final do cerco de Colombo, voltaram suas armas pesadas contra o palácio do governador. Em 14 de fevereiro de 1796, as forças holandesas se renderam com um mínimo de derramamento de sangue. Pierre-Frederic de Meuron, irmão do conde Charles-Daniel, trocou seu uniforme azul holandês por um vermelho britânico e tornou-se governador militar do Ceilão em setembro de 1797 até ser substituído por Frederic North, o primeiro governador britânico.

## Administração
O Ceilão Holandês era administrado por um Governador nomeado pelo Governador Geral das Índias Orientais Holandesas.

## Legado

### Nomes de locais
As ilhas do Estreito de Palk foram renomeadas durante o domínio holandês em holandês como Leiden, Kayts e outras cidades da Holanda. O sacerdote holandês Philippus Baldeus escreveu um grande registro histórico semelhante a Mahavamsa sobre o povo Jaffna e sua cultura e foi imediatamente publicado em holandês e alemão com várias belas fotos. Na Praça do Mercado Point Pedro, uma inscrição em pedra de granito ainda marca o lugar onde o Rev. Baldeus pregou aos tâmeis sob uma grande árvore de tamarindo. Esta árvore de tamarindo foi arrancada durante o ciclone de 1964.

### Idioma
Quando os holandeses chegaram ao Ceilão, o português era uma língua reconhecida nas áreas ocupadas da ilha. Era, no entanto, um crioulo do português devido à sua relação com as línguas nativas.
Embora este idioma não seja mais falado, há influências holandesas encontradas nas línguas Sinhala eTamil. Há também uma parte da população do Sri Lanka com sobrenomes holandeses, geralmente pessoas de ascendência holandesa e cingalesa, que são conhecidas como  Burghers.

### Política do idioma holandês
Durante os 140 anos de controle holandês, eles seguiram uma política ativa de tentar fazer do holandês a principal língua da ilha. Isso incluiu a criação de escolas para ensinar holandês à população local, embora muitas vezes sofresse com a falta de professores qualificados. No entanto, a política da língua holandesa falhou em geral. Uma razão para isso foi que o português já havia se tornado uma língua de comunicação mais ampla (LWC) no Ceilão antes de 1656.

### Empréstimos holandeses em cingalês e tâmil
Quando a língua holandesa foi introduzida, também se misturou com influências indígenas e portuguesas.
No entanto, existem muitos empréstimos holandeses nas duas línguas oficiais do Ceilão, o cingalês e o tâmil. Nicoline van der Sijs avalia que existem cerca de 230 empréstimos holandeses em Sinhala. Muitos deles estão nas áreas de guerra, comércio e agricultura. Por exemplo, a palavra cingalesa para 'batata',  අර්තාපල් pronunciada  artapal, 'hospital' (ඉස්පිරිතාලෙ), ඉස්කුරුප්පුව e ඉස්තෝප්පුව vem do holandês. Em tâmil, também falado no sul da Índia, estima-se que haja cerca de 50 empréstimos holandeses.

### Diáspora Burgher holandesa
Muitos dos Burghers holandeses migraram para a Austrália após o fim do domínio britânico em 1948 para tirar vantagem da política da Austrália Branca devido à sua ascendência europeia.